# 음력 3월 13일
음력 3월 13일은 음력 3월의 13번째 날이다.

## 사건
- 199년 - 금관가야의 거등왕이 보위에 오르다.
- 1978년 - 대한항공 902편 격추 사건 발생.

## 문화
- 2004년 - 서울광장 개장.

## 탄생
- 1989년 - 대한민국의 가수,디자이너 제시카.
- 1990년 - 대한민국의 가수 종현(샤이니).
- 1991년 - 대한민국의 배우 한재이.
- 1994년 - 대한민국의 배우 송강.
- 1995년 - 대한민국의 배우 이도현.
- 1996년 - 대한민국의 기상 캐스터 오요안나.

## 같이 보기
- 음력 360일: 1월 2월 3월 4월 5월 6월 7월 8월 9월 10월 11월 12월
- 전날:3월 12일 다음날:3월 14일 - 전달:2월 13일 다음달:4월 13일
- 양력:3월 13일
- 음력, 윤달